# Safran (IMOCA)
Pour les articles homonymes, voir Safran.
Pour le 60 pieds mis à l'eau en 2015, voir Safran II.
Safran est un voilier monocoque de course au large appartenant à la classe des 60 pieds IMOCA, mis à l'eau en 2007. Premier né de la collaboration entre le cabinet d'architectes VPLP, spécialiste du multicoque, et Guillaume Verdier, et bénéficiant du soutien technique et financier du groupe Safran, ce 60 pieds marque une évolution importante dans la construction de ce type de voilier, en alliant légèreté et puissance, avec une carène aux bouchains très vifs et aux formes pleines à l'avant, ainsi que des dérives courbes portantes. Il est depuis considéré comme l'un des voiliers références du circuit IMOCA.
À son bord, le skipper Marc Guillemot a notamment remporté la Transat Jacques-Vabre 2009 et le championnat du monde IMOCA la même année. Dans le Vendée Globe, après une troisième place en 2008-2009, Safran perd sa quille en titane cinq heures après le départ de l'édition 2012. Après une dernière troisième place dans la Route du Rhum 2014, le 60 pieds est repris par Yann Eliès, sous les couleurs de Groupe Quéguiner – Leucémie Espoir. Toujours très performant dix ans après sa conception, il se classe troisième de la Transat Jacques-Vabre 2015.
Le Lanic Sport Team d'Alain Gautier rachète le voilier en 2017. Barré par Isabelle Joschke, il prend les couleurs de Generali. En 2018, le Lanic Sport Team et Joschke changent de sponsor. Le bateau s'appelle Monin. En 2019, un deuxième sponsor devient partenaire principal. Le bateau s'appelle désormais MACSF. Sa structure est renforcée. Il est équipé de foils et d'un mât-aile.

## Conception et caractéristiques

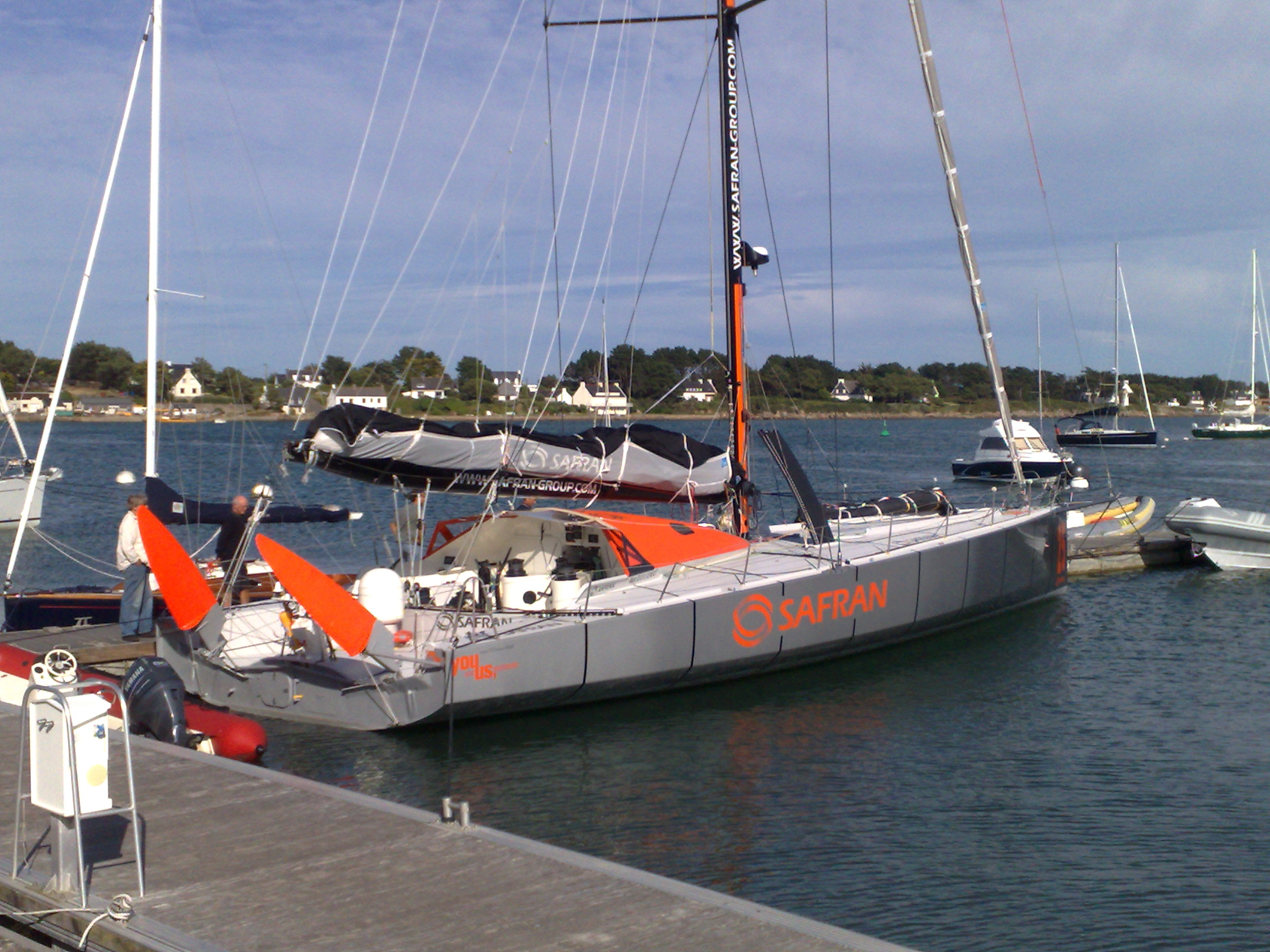
Safran à La Trinité-sur-Mer en 2008. Le bouchain très vif et les dérives courbes portantes sont nettement visibles.

Au début des années 2000, l'architecte Guillaume Verdier, ancien du cabinet Finot-Conq, commence à travailler à un projet de 60 pieds IMOCA avec Vincent Lauriot-Prévost, du cabinet VPLP, concepteur reconnu de nombreux multicoques. Après des projets pour Jean Maurel et Alex Thomson, Verdier et VPLP sont approchés par Marc Guillemot en 2005 et le projet est validé par le groupe Safran en décembre 2005. La gestion de projet et la conception du gréement et du plan de pont sont confiées à VPLP et Safran, tandis que Guillaume Verdier s'attache à concevoir la carène, les appendices (safrans, quille et dérives) et la structure. 
La conception du 60 pieds a nécessité un total de 4 600 heures de recherches, de développement et d'études. Elle est axée sur deux principes forts : légèreté et puissance. « Nous avons constaté sur les trimarans ORMA que plus le bateau est léger, plus un homme seul peut aller vite tout le temps », confie Vincent Lauriot-Prévost. Trois carènes ont été testées dans des bassins à Southampton. La carène retenue tranche radicalement avec les plans précédemment dessinés par Finot-Conq, alors considéré comme la référence absolue, Marc Lombard, Bruce Farr ou Owen Clarke Design. C'est des planches à dessin de ce dernier cabinet qu'est sorti Ecover 2, le 60 pieds que Verdier et Lauriot-Prévost considèrent comme le plus performant, performances qui serviront de référence aux architectes français. Ainsi, pour une puissance théorique identique, les architectes ont dessiné une coque plus étroite donc moins lourde et, grâce au bouchain très marqué, créant moins de surface mouillée. Cette surface mouillée, qui réduit la vitesse du bateau, est minime à un angle de gîte de 25°, bien supérieur au 15° des autres IMOCA. Avec un tel angle de gîte, le voile de la quille crée de la portance qui sustente le voilier, réduisant encore sa surface mouillée. Verdier augmente cet effet de portance en donnant 5° de « tilt » à la quille, en décalant de 5° l'axe de rotation de la quille par rapport à l'axe de flottaison du bateau,. Enfin, les dérives courbes, inspirées de celles des trimarans ORMA, jouent également un rôle de sustentation tout en permettant de gagner de la place à l'intérieur.
Le plan de formes de Safran est considéré très performant et a servi de référence pour les autres unités de la classe IMOCA dessinées par les architectes navals Marc Van Peteghem, Vincent Lauriost-Prévost et Guillaume Verdier,,. 

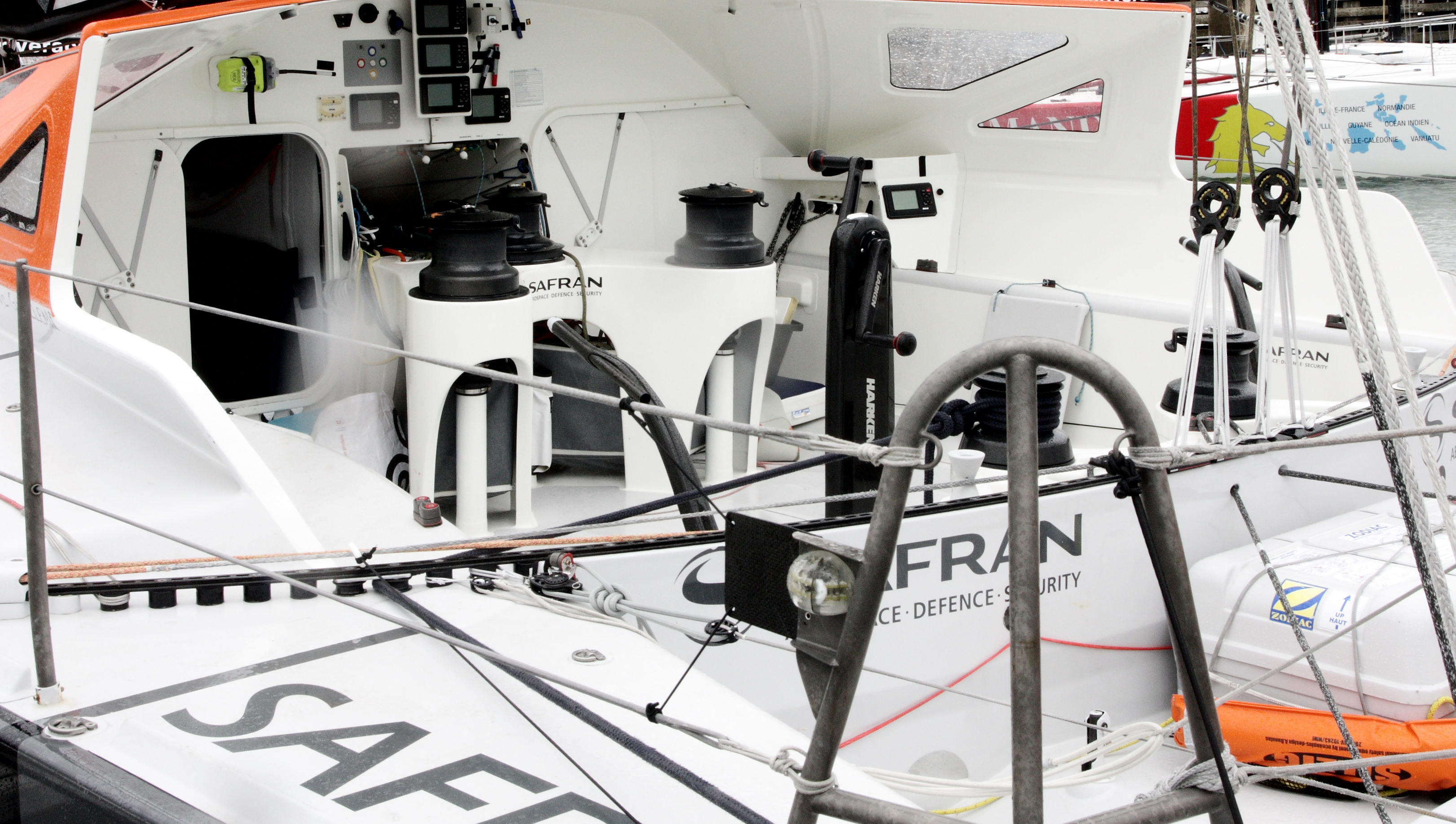
Toutes les manœuvres traversent le rouf dans un tunnel et reviennent au centre du cockpit, où les cinq winches sont centrés, pour un meilleur équilibre du bateau.

Bien qu'issu de la filière du multicoque, où les mâts-ailes sont généralisés, Marc Guillemot fait le choix d'un mât classique, à trois étages de barres de flèche. Vincent Lauriot-Prévost recule le mât d'environ un mètre, permettant de rapprocher les poids autour du centre de carène. Dans le même esprit, toutes les manœuvres traversent le rouf dans un tunnel et reviennent au centre du cockpit, où les cinq winches sont centrés, pour un meilleur équilibre du bateau. Protégé par la casquette du rouf et le rail d'écoute de grand-voile, le skipper a à portée de main l'ensemble des manœuvres nécessaires à la bonne marche du voilier.
La structure interne compte quatorze cloisons, quand les autres 60 pieds n'en ont souvent que cinq ou six, ce qui permet de réduire l'échantillonnage, c'est-à-dire l'épaisseur des bordés, donc leur poids. Le fond est constitué de trois ballasts : 2 000 litres à l'avant, 2 000 litres au centre et 1 000 litres à l'arrière. La cabine est très dépouillée. Les instruments sont fixés sur un simple panneau vertical.

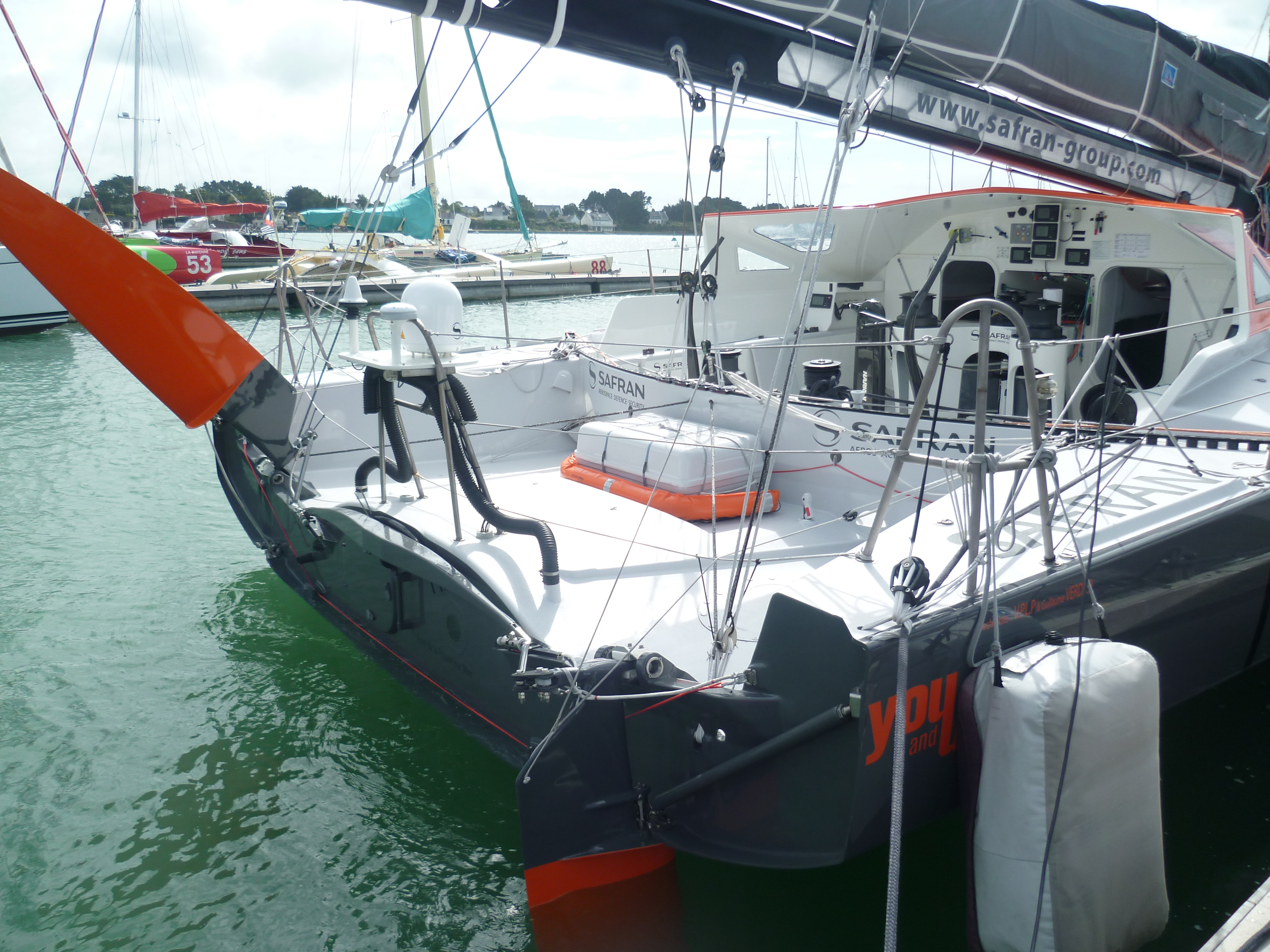
La plage arrière de Safran est dessinée en « dos d'âne » pour abaisser le centre de gravité et faciliter le matossage des voiles.

D'un coût de 3 millions d'euros,, la construction commence en septembre 2006 au chantier naval de Larros à Gujan-Mestras, en Gironde, dirigé par Thierry Eluère, pour une livraison prévue fin mars 2007. Le chantier arcachonais est choisi face à CDK Technologies, JMV Industries ou Multiplast car Eluère s'engage à ne construire aucun autre voilier pour se consacrer uniquement à celle de Safran. Le groupe Safran s'implique également dans la construction, en fournissant des matériaux comme le carbone et en concevant et réalisant le voile de quille en lames de carbone dans les ateliers de Profil Composites puis usinée par Aircelle. Au bout du voile de quille d'à peine 300 kg se trouve un bulbe de 3,5 t, pour un déplacement total du voilier de 8,2 t.  La solidité de l'ensemble a été vérifiée par les équipes de Snecma Propulsion Solide. Le voilier est finalement mis à l'eau le 6 août 2007, après 22 000 heures de construction. 
En 2011, la quille d'origine est remplacée par une quille en titane, conçue par Guillaume Verdier. Voyant le 60 pieds comme une vitrine de son savoir-faire, le groupe Safran la réalise lui-même à partir d'un lingot aéronautique provenant sa filiale Messier-Bugatti-Dowty. Pour Verdier, « le titane associe une grosse densité et des propriétés homogènes sur l’ensemble du matériau. Il possède une plus grande fiabilité que le carbone composite, qui présente un risque de délaminage en cas de choc violent, et est plus léger que l’acier, ce qui permet d’abaisser le centre de gravité ». De fait, le voile de quille est également plus fin et génère donc moins de trainée, ralentissant la marche du voilier. Cette quille, conçue pour des raisons de fiabilité et de solidité et qui fait la fierté du projet, cède pourtant 55 milles après le départ du Vendée Globe 2012-2013. Après avoir envisagé un choc avec un OFNI, Guillaume Verdier et Gérard Lepage, président du Safran Sailing Team, annoncent que la rupture est due à la conjonction de plusieurs facteurs, notamment à une fatigue au niveau de la soudure entre la tête et le voile.

## Historique

### 2007-2014:Safran– Marc Guillemot

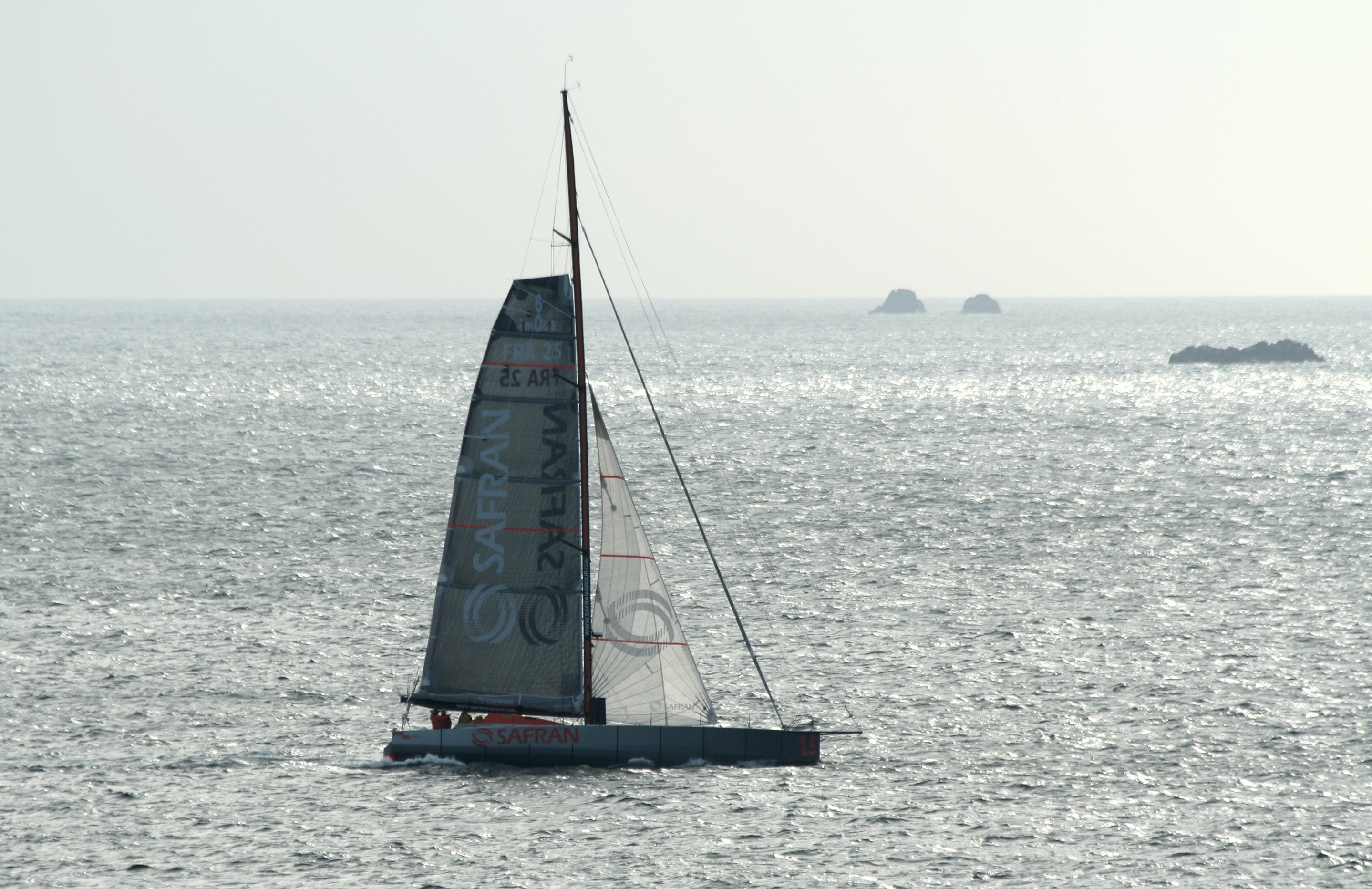
Safran à l'entraînement en août 2007.

Après sa mise à l'eau le 6 août 2007, Safran est baptisé au Havre le 1er septembre ; dans la foulée, Marc Guillemot et Charles Caudrelier rallient La Trinité-sur-Mer, ce qui les qualifie pour la Transat Jacques-Vabre 2007. Il participe alors à plusieurs sessions d'entraînement à Port-la-Forêt avec Brit Air (Armel Le Cléac'h), Foncia (Michel Desjoyeaux), Generali (Yann Eliès) et Roxy (Samantha Davies. Pour leur première course, Marc Guillemot et Charles Caudrelier remportent le prologue de la Transat Jacques-Vabre, au cours duquel la puissance de Safran lui permet de revenir de l'avant-dernière à la première place de la flotte de seize monocoques. Safran s'empare de la tête à Ouessant mais la perd sept jours plus tard au sud des Canaries en raison d'un empannage raté, avec la chute du spi sous le bateau. Fragilisé, celui-ci explose quelques jours plus tard. Arrivé finalement deuxième à Salvador de Bahia, 54 minutes après Michel Desjoyeaux, Guillemot se montre très satisfait de Safran, de sa vitesse et de sa qualité de construction. Il prend le départ de la Transat B to B, qui ramène la flotte en France. Au contact avec le leader Loïck Peyron sur Gitana Eighty après le passage du Pot-au-Noir, Guillemot est victime d'une rupture du vérin de la quille pendulaire et arrive en cinquième position, 23 heures après le Baulois.
À l'issue de la transat, Safran passe les trois premiers mois de l'année 2008 en chantier, pour réparer la quille et son vérin et fiabiliser le 60 pieds avant la Transat anglaise 2008. Fin avril, Guillemot participe en équipage au grand prix Petit Navire à Douarnenez, « un bon test avant la Transat que de pouvoir se comparer aux autres sur des runs de vitesse ». Avec un nouveau jeu de voile, Safran termine troisième, derrière Gitana Eighty et Foncia. Avant le départ de la Transat anglaise, Safran est équipé d'une caméra thermique développée par Sagem pour détecter les objets flottants non identifiés et notamment les growlers, des morceaux de glace détachés d'un iceberg. Au départ de Plymouth, Marc Guillemot double le phare d'Eddystone, première marque de parcours, en deuxième position, trois minutes après Loïck Peyron. La nuit suivante, Safran est pris dans un grain et chavire. Marc Guillemot se blesse aux côtes dans la manœuvre mais, après avoir actionné la quille pendulaire et pris des calmants, il reprend la course après avoir concédé une vingtaine de milles. Il fait l'essentiel de la traversée en tête du peloton, sur une trajectoire très au sud par rapport au groupe des six puis trois leaders, en raison des abandons de Michel Desjoyeaux, Sébastien Josse et Vincent Riou, et arrive en quatrième position à Boston.

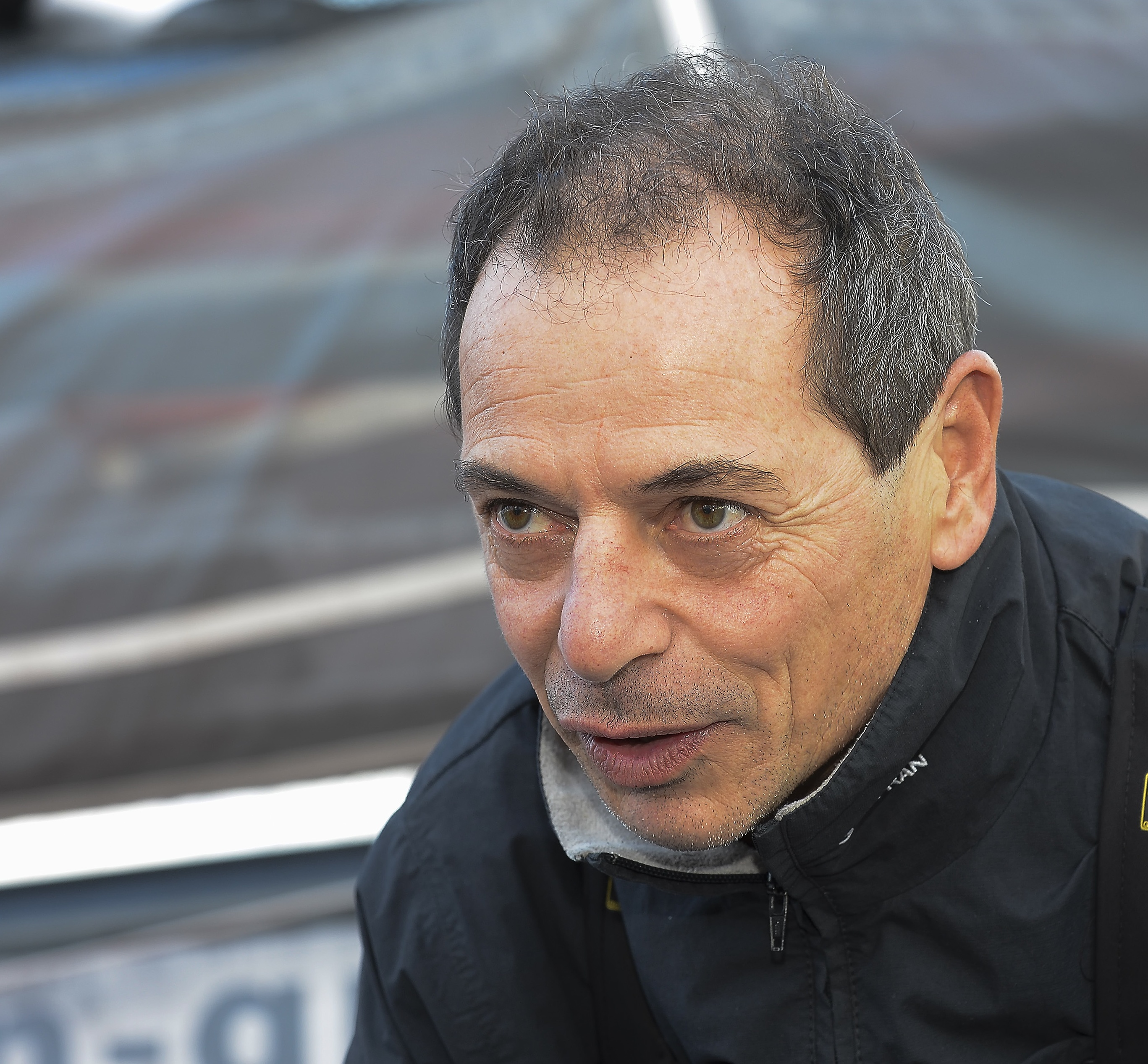
Marc Guillemot, skipper de Safran de 2007 à 2014.

Lors du convoyage retour vers la France, Safran casse une dérive, ce qui l'empêche de participer au Record SNSM. Le 60 pieds entre en chantier d'optimisation pour la navigation en solitaire avant le Vendée Globe 2008-2009. Tous les appendices et le gréement, à l'exception du mât, sont changés pour renforcer leur solidité. L'idée générale a été de « gagner du poids dans les éléments hauts pour le mettre dans les éléments bas », selon Thierry Brault, responsable du Safran Sailing Team. Après le parcours de qualification nécessaire pour valider ces modifications, Marc Guillemot participe au mois de septembre à plusieurs stages de préparations avec huit autres skippers à Port-la-Forêt. Après un bon départ dans le golfe de Gascogne, une mauvaise manœuvre lui coûte sept places à l'approche du cap Finisterre puis un mauvais choix tactique – la traversée des Canaries en leur centre – double la sanction : Safran double le Cap-Vert en quatorzième position, deux cent milles derrière Peyron. Guillemot se maintient en dixième position pendant toute la descente de l'Atlantique sud. Il déplore alors des problèmes de pilotes automatiques, qui l'empêchent de suivre le rythme des premiers mais surtout du revenant Michel Desjoyeaux qui le passe au niveau de l'île de Gough. Le 11 décembre, Safran heurte violemment un cétacé, brisant la dérive tribord, que Marc Guillemot – ayant eu « la peur de [sa] vie » – remplace avec la dérive de secours. Le 16 décembre, une avarie du rail de la grand-voile le contraint à affaler en grand, dans plus de 30 nœuds de vent, pour effectuer une réparation sommaire : la têtière de la grand-voile, sortie du rail, ne permettait plus le réglage correct de la hauteur de la voile qui restait bloquée au niveau du deuxième ris. Deux jours plus tard, Yann Eliès sur Generali se brise le fémur et Marc Guillemot se déroute pour lui porter assistance,. Safran reste 48 heures à la cape autour de Generali avant que la frégate australienne HMAS Arunta récupère le marin blessé. Le 27 décembre, Marc Guillemot fait escale à Sandy Bay, au nord des  îles Auckland, au sud de la Nouvelle-Zélande, pour réparer son rail et sa drisse de grand-voile. À Sandy Bay, Marc Guillemot constate que les dégâts sont plus importants que prévu et décide d'attendre le lever du jour. Au milieu de la nuit, la ligne de mouillage rompt, contraignant Guillemot à manœuvrer dans une zone inconnue. Le lendemain, il passe deux heures et trente minutes à 17 mètres de haut pour réparer le rail, sous les yeux de deux scientifiques et 150 lions de mer. Sa réparation effectuée, Safran repart finalement après douze heures d'escale, en neuvième position. Reparti tambour battant, Marc Guillemot est à nouveau victime de son rail de grand-voile, qui a cédé à un autre endroit, bloquant la voile au niveau du troisième ris. La première terre où il pourrait réparer étant le cap Horn, Marc Guillemot procède à une nouvelle réparation de fortune, traversant le Pacifique avec deux ris dans la grand-voile. Il franchit le cap Horn le 12 janvier en cinquième position et fait une nouvelle halte de six heures à Port Stanley, dans l'archipel des Malouines pour réparer, de manière incomplète, son rail de grand voile. Le 20 janvier, Safran dépasse Roxy et Samantha Davies, chassée depuis le départ des îles Auckland mais, enferré dans les calmes de la côte brésilienne puis victime de la rupture de la bastaque tribord, il laisse la Britannique repasser devant une semaine plus tard. Alors qu'il revenait sur Roxy au large des Açores, Safran perd sa quille, endommagée depuis le choc au large des Kerguelen. Toutefois, Marc Guillemot décide de remplir autant que possible ses ballasts et continuer la course, étant situé à 975 milles des Sables-d'Olonne,. Arrivé en quatrième position aux Sables, Marc Guillemot est finalement classé troisième, après application de la bonification de 82 heures accordée par le jury de la course en raison de son assistance à Yann Eliès. Cette troisième place permet au skipper trinitain de décrocher la deuxième place du championnat du monde IMOCA derrière Armel Le Cléac'h.
Le 19 février 2009, quatre jours après l'arrivée de Marc Guillemot aux Sables-d'Olonne, Safran est sorti de l'eau et mis en chantier à Saint-Philibert, près de La Trinité-sur-Mer, pour une profonde refonte à la suite du tour du monde. Mis à part les problèmes de quille et de rail de grand-voile, le bateau est en relativement bon état. Seul le démontage du reste de la quille a posé quelques difficultés à l'équipe technique. Au cours des deux mois de chantier, chaque pièce est démontée, révisée et changée lorsque cela était nécessaire. Remis à l'eau au début de juin 2009, Safran remporte le Record SNSM. Le 9 août, il prend le départ de la Fastnet Race, premier test pour les nouvelles voiles et les nouveaux hydrogénérateurs avant la Transat Jacques-Vabre 2009, et arrive troisième IMOCA à Plymouth. Trois stages de préparation à la transat ont lieu à Port-la-Forêt en septembre et octobre, avant le départ donné le 8 novembre. Safran prend le meilleur sur la ligne de départ avant de laisser la tête à BT (Sébastien Josse et Jean-François Cuzon). En seconde place au passage d'Ouessant, Marc Guillemot et Charles Caudrelier reprennent la première place au quatrième jour de course, privilégiant une option offensive à l'approche d'une grosse dépression, qui fait de nombreux dégâts dans la flotte, dont les abandons de BT, DCNS et Hugo Boss. Au passage des Antilles, Safran maintient son avance en tête devant son sister-ship Groupe Bel de Kito de Pavant et François Gabart. Le suspense dure jusqu'à l'arrivée, Safran devançant Groupe Bel de quatre-vingt-dix milles à Puerto Limon. Grâce à cette victoire, Marc Guillemot est sacré champion du monde IMOCA.
Devenu la référence du circuit IMOCA, Safran bénéficie d'un important chantier d'allègement entre février et avril 2010 pour faire face aux arrivées de PRB (Vincent Riou), Virbac Paprec 3 (Jean-Pierre Dick) et Foncia, (Michel Desjoyeaux), trois plans Verdier / VPLP dont la mise à l'eau est annoncée pour 2010. Le rouf est redessiné et allongé pour mieux protéger le skipper et le support des winchs est remplacé par un modèle plus léger, de même que la goulotte, le tunnel par lequel les bouts et les drisses traversent la cabine et le rouf. La structure et les éléments mécaniques et électriques du voilier sont également intégralement vérifiés et changés en cas de nécessité. Arborant une nouvelle peinture grise plus foncée, Safran est remis à l'eau le 16 avril 2010 à La Trinité. Lors du grand-prix Guyader de Douarnenez, première confrontation avec le nouveau PRB, construit dans le moule de Safran, Marc Guillemot remporte les runs de vitesse et termine troisième des courses en flotte, qui ont vu la victoire de Vincent Riou. Au mois de juin, Safran remporte « logiquement » le Tour d'Espagne, grâce à la parfaite connaissance du skipper de son bateau et des améliorations constantes qui y ont été apportées. Après de nouvelles fiabilisations au niveau des pilotes automatiques pendant l'été, le 60 pieds participe en septembre à une nouvelle série de stages à Port-la-Forêt avant le départ de la Route du Rhum 2010.

### 2015 - 2017:Groupe Quéguiner– Yann Eliès

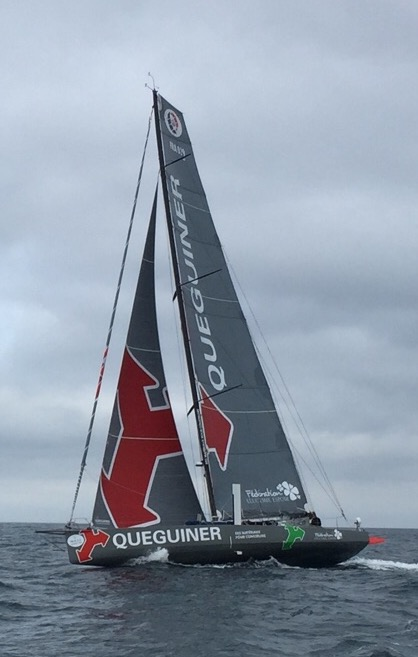
Quéguiner-Leucémie Espoir au retour de la Fastnet Race 2015 au large de Roscoff.

À l'issue de la troisième place de Marc Guillemot dans la Route du Rhum 2014, Safran est acquis par Yann Eliès, dans le but de participer au Vendée Globe 2016-2017.
Après une mise à l'eau le 23 juin 2015 à Lorient, Groupe Quéguiner participe à la Fastnet Race puis à la Transat Jacques-Vabre 2015.

### 2017:Generali- Isabelle Joschke
À l'issue de la cinquième place de Yann Eliès sur le Vendée Globe 2016, Groupe Quéguiner est racheté par le Lanic Sport Team que dirige Alain Gautier. Confié à Isabelle Joschke, il prend les couleurs et le nom de l'assureur italien Generali,. Joschke s'aligne avec Pierre Brasseur au départ de la Transat Jacques-Vabre 2017. Generali termine 8e de la classe Imoca.

### 2018:Monin- Isabelle Joschke
En 2018, Isabelle Joschke poursuit sa collaboration avec le Lanic Sport Team et signe un partenariat de quatre ans avec Monin, en vue notamment du Vendée Globe 2020-2021. Le 4 novembre, elle prend le départ de la Route du Rhum. Le 6, une défaillance du pilote automatique provoque un virement de bord. Monin démâte aussitôt. Joschke annonce son abandon quatre jours plus tard.

### 2019:MACSF- Isabelle Joschke
En quête d'un co-sponsor, Isabelle Joschke et Alain Gautier trouvent en définitive un sponsor principal. En décembre 2018, MACSF s'engage pour un sponsoring de trois ans auprès d'Isabelle et devient partenaire principal. Après deux années « avec des moyens limités », Alain se félicite de pouvoir « passer à la vitesse supérieure ».
Huit mois de chantier vont permettre à l'Imoca d'être optimisé et fiabilisé. Afin de pouvoir rivaliser dans un Vendée Globe où deux bateaux sur trois seront des foilers, il va être équipé de foils et d'un mât-aile avec outriggers. VPLP se charge de concevoir le renforcement de la structure du bateau. Il dessine également les foils « troisième génération », qui sont fabriqués par Multiplast, à Vannes, et mis en place au chantier Gepeto Composite de Lorient. Le mât-aile est conçu par Lorima. Une casquette plus enveloppante offre un meilleur confort. Le pilote automatique est remplacé.

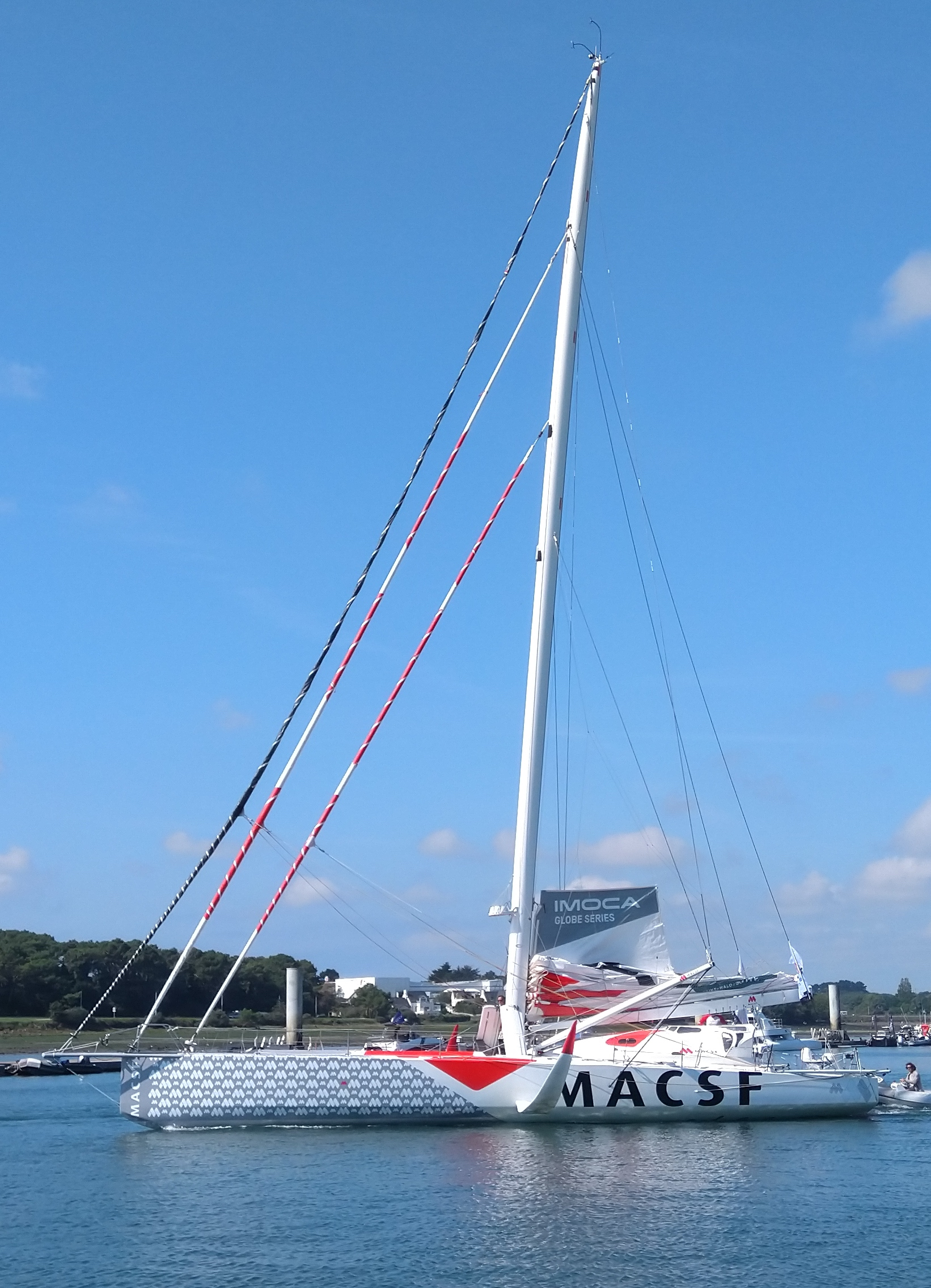
Le MACSF d'Isabelle Joschke, à Lorient, son port d'attache, en septembre 2022.

Le 29 août, MACSF est mis à l'eau à Lorient. Il est maintenant plus lourd, et perd de la capacité au près. « Une polyvalence n'est jamais parfaite », admet Alain Gautier. Mais les ingénieurs tablent sur un gain de performance de l'ordre de 30 % dans les conditions optimales. Le Défi Azimut 2019, à Lorient, permet de valider toutes les nouveautés du bord. Gautier se déclare satisfait : « Durant ses vols, MACSF reste bien dans son assiette longitudinale. C'était très important pour nous. » Les foils sont polyvalents, et non typés exclusivement « portant » comme ceux de Hugo Boss. La hauteur de vol n'est pas non plus une priorité. D'une part, les safrans de MACSF sont un peu courts. D'autre part, aucun bateau ne volera sur tout le parcours du Vendée Globe. « Je ne dis pas que le vol en Imoca, c’est pour amuser la galerie, tempère Alain Gautier, mais les progrès réalisés dans la conception des foils, génération après génération, sont là aussi pour soulager plus encore les bateaux, les sustenter et leur donner de la raideur. »

## Palmarès

### 2007-2014:Safran– Marc Guillemot
- 2007 :
  - 2e de la Transat Jacques-Vabre, en double avec Charles Caudrelier, en 17 jours, 3 heures, 31 minutes et 55 secondes
  - 5e de la Transat B to B, en 15 jours, 8 heures, 25 minutes et 44 secondes
- 2008 :
  - 3e du grand prix Petit Navire de Douarnenez
  - 4e de la Transat anglaise, en 14 jours, 21 heures, 18 minutes et 47 secondes
  - 3e du Vendée Globe, en 95 jours, 3 heures, 19 minutes et 36 secondes
- 2009 :
  - 3e de la Rolex Fastnet Race, en 2 jours, 18 heures, 56 minutes et 18 secondes
  - vainqueur de la Transat Jacques-Vabre, en double avec Charles Caudrelier, en 15 jours, 19 heures, 22 minutes et 10 secondes
  - champion du monde IMOCA
- 2010 :
  - 3e du grand prix Guyader de Douarnenez
  - vainqueur du Tour d'Espagne 2010
  - 3e de la Route du Rhum
- 2012 :
  - abandon dans le Vendée Globe. Perte de la quille.
- 2013 :
  - 2e de la Transat Jacques-Vabre
- 2014 :
  - 3e de la Route du Rhum 2014

### 2015-2017:Groupe Quéguiner– Yann Eliès
- 2015 :
  - 2e de la Fastnet Race, en double avec Charlie Dalin
  - 3e de la Transat Jacques-Vabre, en double avec Charlie Dalin
- 2016 : 
  - 11e de la Transat New York-Vendée, en 13 jours 6 heures 56 minutes 36 secondes
- 2017 :
  - 5e du Vendée Globe, en 80 jours 3 heures 11 minutes 9 secondes

### 2017:Generali- Isabelle Joschke
- 8e de la Transat Jacques-Vabre, en double avec Pierre Brasseur, dans la classe Imoca[74]

### 2018:Monin- Isabelle Joschke
- 10e de la Transat AG2R en double avec Justine Mettraux[82].
- Abandon dans la Route du Rhum mat brisé.

### Depuis 2019:MACSF- Isabelle Joschke
- 2019 :
  - Défi Azimut

- 2020 :
  - Vendée Globe 2020-2021 :  termine hors course en 108 jours, après abandon pour avarie de quille, et réparation à Salvador de Bahia

- 2021 :
  - 12e  de la Transat Jacques-Vabre avec Fabien Delahaye
  - 9e de la Fastnet Race avec Fabien Delahaye
- 2022 :
  - 5e de la Guyader Bermudes 1000 Race[83]
  - 14e du Défi Azimut (épreuve des 48h)[84]
  - 9e de la Route du Rhum[85]
- 2023 :
  - 11e de la Rolex Fastnet Race avec Pierre Brasseur
  - 12e du Défi Azimut (48 heures Azimut), en double avec Alain Gautier[86]

- 2025 : 
  - 19e sur 40 du Vendée Globe[87]